# Charles Louis Maucourt
Charles Louis Maucourt   (Brunsvic, c. 1760 - 1825), segons altres fonts Louis Charles Maucourt, fou un professor de música alemany, violinista, compositor i director de la Braunschweiger Hofkapelle, descendent d'immigrants francesos.

## Biografia
Maucourt era fill del pintor Charles Maucourt, que havia fugit a Alemanya com a anomenat "refugiat", seguidor de la fe protestant, i s'havia establert a Braunschweig. Aquí el nen va rebre formació musical de Carl August Pesch, qui li va ensenyar a tocar el violí. Altres fonts afirmen que Maucourt va néixer a París i va ser tutoritzat pel seu pare, que es diu que era músic i no pintor.
Ja l'any 1780, als 20 anys, era conegut com un virtuós d'aquest instrument a Alemanya. Va aprendre a compondre de manera autodidacta. Després d'editar una sèrie de duos i trios per a violí, va viatjar per Alemanya. A Braunschweig va ocupar, per primer cop, el càrrec de músic de la cort l'any 1784 i aviat es va convertir en el concertino ducal. Com a tal, va crear concerts, sonates i solos per a violí, la majoria dels quals van ser impresos per Johann André a Offenbach. Després de la dissolució del Sacre Imperi Romanogermànic el 1806, es va retirar. Com que amb la pensió no en tenia prou per a viure, i els estudiants es mantenien allunyats, el 1810 va ocupar un càrrec de músic a la capella reial de Jérôme Bonaparte a Kassel.
Aquest càrrec no era permanent, així que va tornar a Braunschweig el 1813. Per raons d'edat, no va aconseguir feina a la capella de nova fundació i en canvi va donar lliçons i va compondre altres peces des del 1812 fins al 1813, entre elles un quartet de corda i un trio de violins. Entre els seus estudiants coneguts hi havia Joachim Nicolas Eggert i Louis Spohr.

## Obres (selecció)
- Six Sonates en trio pour deux violons et une basse. (1746, gallica.bnf.fr)
- Concert pour un Violon principal accompagné de deux Clarinettes, deux Fluttes et deux Cors de Chaße deux Violons, Alte et Baße.
- Concert pour le violon accompagné de plusieurs instrumens : oeuvre III. Braunschweig (amb dedicatòria "à son Excellence Monsieur le Comte de Westphalen Grand Croix de l’Ordre de St. Joseph et Ministre d’Etat de S.M. l’Empereur.")
- Trio Brilliant pour violon, alto & violoncelle. Johann André, Offenbach s/M (Partitura musical núm. 2963, cap a 1810/11, reader.digitale-sammlungen.de).